# ناوچه کلاس آمازوناس
ناوچه کلاس آمازوناس (به انگلیسی: Amazonas-class corvette) یک کلاس از کشتی است که طول آن 264.ft (80.5metres) می‌باشد.